# Vidéo-Théâtre
Vidéo-Théâtre est une émission de télévision québécoise théâtrale pour la jeunesse en treize épisodes d'environ 55 minutes, diffusée à partir du 8 septembre 1990 sur le Canal Famille. Elle est par intermittance à l'horaire du Canal Famille jusqu'au 2 septembre 1994.

## Fiche technique
- Dans tous les épisodes : Marc Labrèche
- Réalisation : André Barro et Robert Desfonds
- Société de production : Productions SDA

## Épisodes

### Épisode 1:Le Sous-sol des anges
- Synopsis : Lors d'une réunion, des amis s'amusent à se menacer du fusil, ce qui entraîne des conséquences dramatiques.
- Distribution : François Chénier, Jean-Bernard Côté, Étienne de Passillé, Chantal Ferlatte, Patrick Huneault, Sophie Lapointe, Ysabelle Rosa
- Scénarisation : Louis-Dominique Lavigne
- Dates de diffusion : 8 et 15 septembre

### Épisode 2:Le Cocodrille
- Synopsis : L'histoire d'un enfant qui essaie de dormir dans sa chambre, mais il est importuné par un crocodile et un serpent qui veulent jouer avec lui. L'enfant a peur, il refuse de jouer avec le crocodile et le serpent. Ils lui jouent donc des tours.
- Distribution : Marc Labrèche
- Scénarisation : Louise Lahaye
- Date de diffusion : 22 septembre

### Épisode 3:Duo et Débats
- Synopsis :
- Distribution : Josette Déchène et Paul Vachon
- Scénarisation : Josette Déchène et Paul Vachon
- Date de diffusion : 29 septembre

### Épisode 4:Oui ou non
- Synopsis : L'histoire de Minou, une petite fille qui s'est fait agresser. Elle ne sait pas comment agir face à cette situation, alors elle cherche à apprendre à se défendre et demander de l'aide quand elle en a besoin.
- Distribution : Éric Bernier, Linda Laplante, Marc Gendron
- Scénario : Marie-Francine Hébert
- Date de diffusion : 6 octobre

### Épisode 5:Charlotte Sicotte
- Synopsis : Charlotte est une marionnette qui se trouve laide et qui croit que tous les enfants rient d'elle. C'est alors qu'elle décide de s'enfuir. Son créateur envoie donc Timothée (une autre marionnette) à sa recherche. Charlotte apprend peu à peu à s'accepter elle-même.
- Distribution : Michel Dussault, André Meunier, Louise-Anouk Ouellet, Jacques Piperni, Michel P. Ranger
- Scénario : Pascale Rafie
- Date de diffusion : 13 octobre

### Épisode 6:Bonne fête Willy
- Synopsis :
- Distribution : Marc Labrèche
- Scénario : Marie-Louise Gay
- Date de diffusion : 20 octobre

### Épisode 7:La Nuit blanche de Barbe-Bleue
- Synopsis : L'histoire d'un jeune garçon qui s'imagine et réinvente l'histoire de Barbe-Bleue en écoutant une bande audio sur l'histoire de Barbe-Bleue.
- Distribution : Joel Da Silva, Lise Gionet, Louis-Dominique Lavigne, Marie-Hélène Da Silva
- Scénario : Joel Da Silva
- Date de diffusion : 27 octobre

### Épisode 8:Le Secret couleur de feu
- Synopsis :
- Distributrion : Marc Labrèche
- Scénario : Reynald Robinson
- Date de diffusion : 3 novembre

### Épisode 9:Monsieur Léon
- Synopsis :
- Distribution : Marc Labrèche
- Scénario : Serge Marois
- Date de diffusion : 10 novembre

### Épisode 10:Grain de sable
- Synopsis : L'art et l'histoire. Jacques, un archéologue à la recherche d'artefacts, cherche à comprendre les choses, à décorer le passé, l'analyser, il fait la rencontre de Bail qui lui, est à l'écoute de ses sensations, de ses intuitions. Ce qui fera découvrir à Jacques un nouveau sens à la création et à l'art.
- Distribution : Marc Labrèche
- Scénario : Manon Vallée
- Date de diffusion : 17 novembre

### Épisode 11:Le Premier Livre de Georges Bouque
- Synopsis : Un mathématicien symphatique décide de faire l'inventaire de ses 4832 livres… qu'il n'a jamais lu… Corine Cahier vient à sa rescousse et l'intéresse à la lecture de ses livres en inventant un beau jeu.
- Distribution : Marc Labrèche
- Scénario : inconnu
- Date de diffusion : 24 novembre

### Épisode 12:La Marelle
- Synopsis : Un petit garçon, juste un peu malade, se fait garder chez sa grand-mère pour la journée.
- Distribution : Carl Béchard, Huguette Oligny
- Scénario : Suzanne Lebeau
- Date de diffusion : 1er décembre

### Épisode 13:Le Mot de Passe
- Synopsis : L'histoire d'un petit garçon de six ans, interprété par une marionnette, demande plus d'autonomie à sa mère. Il veut aller au parc tout seul. Elle prend soin de lui montrer toutes les règles de sécurité, telles que de regarder les deux côtés de la rue avant de traverser et de ne jamais parler aux étrangers. Il peut parler à un inconnu seulement s'il connaît le mot de passe convenu entre sa mère et lui.
- Distribution : France Dansereau, Loïse Lavallée
- Scénario : Jasmine Dubé
- Date de diffusion : indéterminée, rediffusée le 15 juin 1991